# Anastrepha schultzi
Anastrepha schultzi är en tvåvingeart som beskrevs av Blanchard 1938. Anastrepha schultzi ingår i släktet Anastrepha och familjen borrflugor. Inga underarter finns listade i Catalogue of Life.